# Villas de Guanajuato
Villas de Guanajuato es una localidad del estado mexicano de Guanajuato. Es parte del municipio de Guanajuato. Fue fundada el 30 de septiembre de 2009.

## Demografía
| Censo | Población |
| ----- | --------- |
| 2010  | 1 114     |
| 2020  | 5 312     |